# Округ Сајото (Охајо)
Сајото је округ у америчкој савезној држави Охајо.

## Демографија
По попису из 2010. године број становника је 79.499, што је 304 (0,4%) становника више него 2000. године.
| Група             | 2000.          | 2010.          |
| Белци             | 74.859 (94,5%) | 74.531 (93,8%) |
| Афроамериканци    | 2.163 (2,7%)   | 2.129 (2,7%)   |
| Азијати           | 189 (0,2%)     | 250 (0,3%)     |
| Хиспаноамериканци | 477 (0,6%)     | 888 (1,1%)     |
| Укупно            | 79.195         | 79.499         |